# Émilie Fortin-Tremblay
Pour les articles homonymes, voir Tremblay.
Émilie Fortin Tremblay, née le 4 janvier 1872 à Saint-Joseph-d'Alma et morte le 22 avril 1949 à Victoria, est la première femme blanche à avoir traversé le col de Chilkoot.

## Biographie
Émilie Fortin Tremblay, née Marie-Émilie Fortin, nait le 4 janvier 1872 à Saint-Joseph-d'Alma, au Québec. Ses parents sont Cléophas Fortin et Émilienne Tremblay. À l'âge de 15 ans, sa famille s'installe à Cohoes dans l'État de New York. C'est à cet endroit qu'elle rencontre son mari, Pierre-Nolasque Tremblay, un chercheur d'or canadien-français surnommé Jack. Émilie et Pierre-Nolasque se marient le 11 décembre 1893. Le 5 mars 1894 marque le départ d'un voyage de noces de plus de 8 000 km en direction de Miller Creek, au Yukon. Elle devient, ainsi, la première femme blanche à traverser le col de Chilkoot. Arrivée à Miller Creek, elle organise sa vie dans la cabane rudimentaire de son mari. Étant la seule la seule femme à avoir accompagné son mari pour la ruée vers l'or, elle occupe rapidement divers rôles, dont celui d'infirmière, de sage-femme et de prêtre de service. Elle se chargeait également d'accueillir les missionnaires, ce qui lui a valu son surnom « la mère des missionnaires ».
En 1906, le couple part en voyage en Europe pour une durée de quatre mois. Ils visitent la France, la Belgique et l'Italie. À leur retour au Canada, ils adoptent une des nièces d'Émilie. En 1913, Émilie ouvre un magasin général à Dawson au coin de la 3e Avenue et de King's Street, le Mme Tremblay's Store. La bâtiment est hybride, c'est-à-dire qu'il sert à la fois de commerce et de résidence,. Elle y demeurera jusqu'en 1940. Pierre-Nolasque "Jack" Tremblay meurt le 16 juillet 1935,. Émilie et ont partagé leur vie pendant 43 ans, sans jamais avoir eu d'enfant. Émilie se retrouve veuve à l'âge de 63 ans et se remarie sept ans plus tard, le 23 septembre 1940, à un ancien chercheur d'or canadien-français, Louis Lagrois. La pionnière canadienne vit ses dernières années à Victoria, Colombie-Britannique, où elle meurt le 22 avril 1949 à l'âge de 77 ans.
Elle a été membre des plusieurs sociétés, dont la Société des Dames du Nord Doré (Ladies of the Golden North). En 1927, elle devient présidente de la Société des Femmes pionnières du Nord (Yukon Women Pioneers). Elle est également membre des Filles de l'Empire (Imperial Order Daughter's of the Empire), du Primary Life Member. En 1937, Émilie reçoit la médaille commémorative du couronnement de sa Majesté le roi George VI. Durant sa vie, elle a activement participé à diverses œuvres de charité et à la vie de la communauté à Dawson. Par exemple, durant la première Guerre Mondiale, elle a tricoté plus de 263 paires de chaussettes destinées aux soldats.
Les médailles et autres souvenirs d'Émilie Fortin Tremblay sont conservés au musée de Saguenay.
Le 11 mai 1989, la valeur patrimoniale de l'édifice est officiellement reconnue par le gouvernement canadien.
En mémoire de son exceptionnel dévouement, on a donné son nom à la première école francophone du Yukon, à Whitehorse.

## Honneurs et distinctions
- Médaille d'or de la Société des Dames du Nord Doré (Ladies of the Golden North)
- Médaille d'or de la Société des femmes Pionnières du Yukon (Yukon Women Pioneers)
- 1937 - récipiendaire d'une médaille commémorative du couronnement de sa Majesté le roi George VI
- Membre à vie des Filles de l'Empire (Daughters of the Empire)